# キリベ・ナロリ
キリベ・ナロリ（Kilive Naloli、1975年6月29日 - ）は、フィジーの元ラグビー選手。

## プロフィール
- フィジー出身[2]。
- ポジションはセンター(CTB)。
- 身長 183cm、体重 108kg
- 7人制日本代表に選ばれたことがある[3]。

## 略歴
日野自動車(現・日野レッドドルフィンズ)に加入。 
2005年、ラグビーワールドカップセブンズ2005の7人制日本代表に選ばれた。